# 노던 버지니아 커뮤니티 칼리지

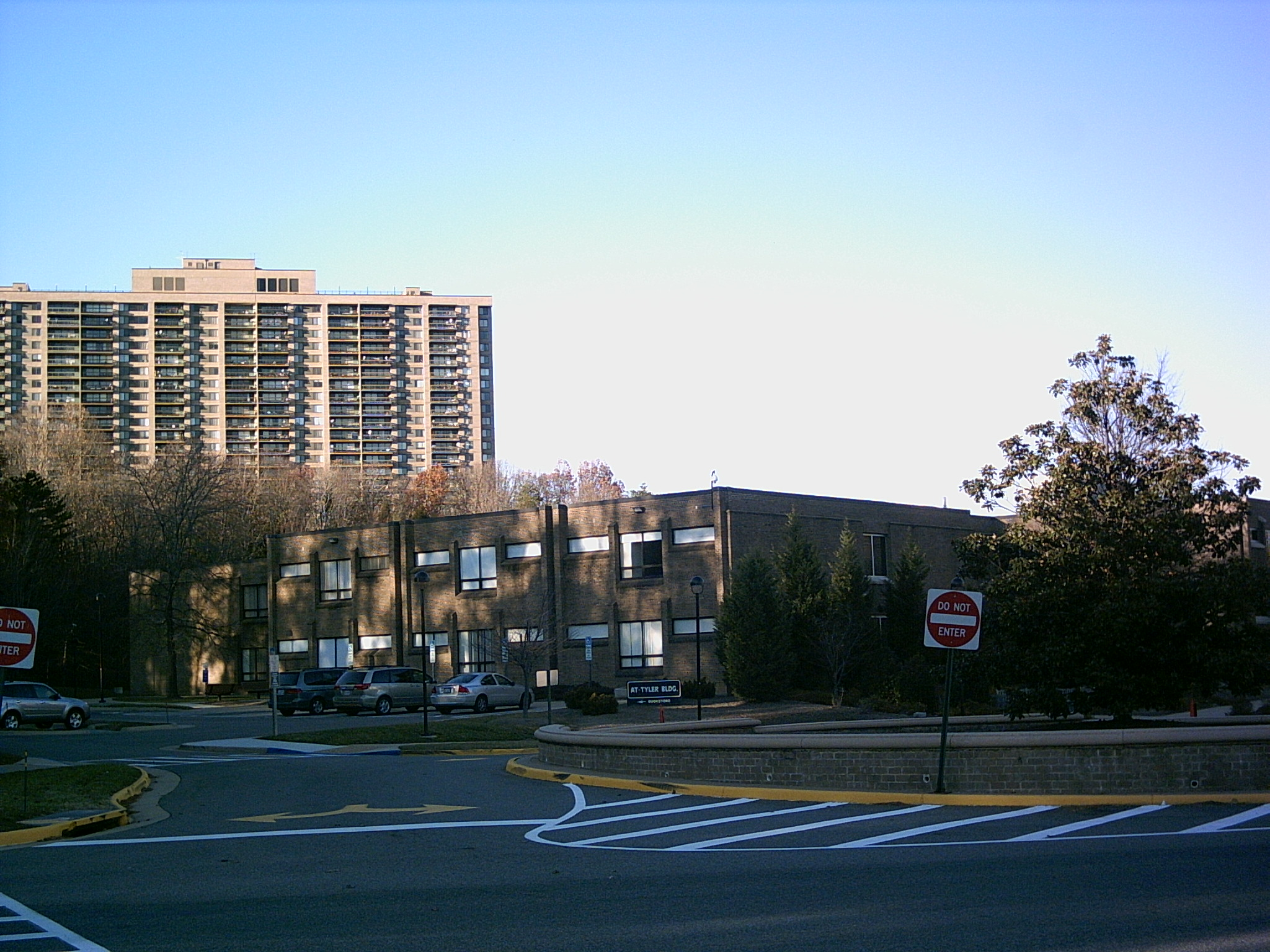

노던 버지니아 커뮤니티 칼리지(Northern Virginia Community College)는 미국 버지니아주 애넌데일에 있는 2년제 전문대학이며 1964년 첫 개교되었다.